# قوم آینو (چین)

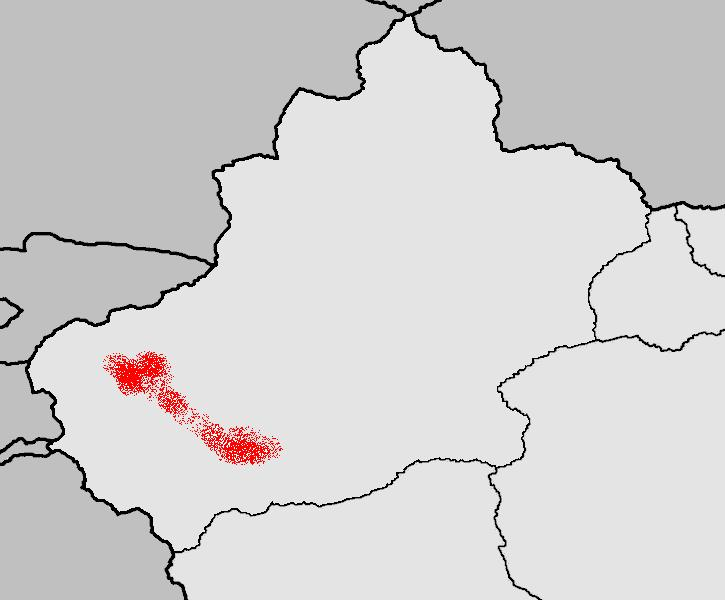
پراکندگی مردم آینو

در زمان ساسانیان پس از هجوم اعراب به ایران، گروهی از مردم ایران به چین و ژاپن مهاجرت کردند این مطلب مورد تأیید بسیاری از تاریخ نگاران از جمله پروفسور کریسیتن سن در کتاب ایرانیان در زمان ساسانیان می‌باشد. قومی به همین نام (مردم آینو یا عبدال (عبدالله)) در شرق چین زندگی می‌کنند این اقوام ایرانی هستند. زبان آینو از ریشه ایرانی است و به خاطر تبعیض نژادی شدید در آستانه نابودی است. قومی که به نام مردم آینو یا عبدال (عبدالله) در غرب چین در سین کیانگ در حوضه تاریم زندگی می‌کنند و ایرانی هستند؛ تلفظ شمارش اعداد آن‌ها به‌طور کامل به فارسی است. جمعیت آن‌ها بین ۳۰ تا ۵۰ هزار نفر تخمین زده می‌شود.

## تاریخچه
خاستگاه مردم آینو مورد اختلاف است. بعضی از مورخان این نظریه را تصور می‌کنند که اجداد آینو قومی از عشایر وابسته به ایران بودند که از چند صد سال پیش یا بیشتر از ایران آمده بودند، در حالی که برخی دیگر نتیجه می‌گیرند که واژگان فارسی‌زبان آینو نتیجه زبان‌های ایرانی موجود در منطقه بوده‌است و نتیجه تجارت عمده مردم محلی یا بازرگانان پارس که با زنان محلی ازدواج می‌کنند.
آینوها در بعضی از نقطه‌ها به‌طور همگام با اویغورها به اسلام گروید. تنش با اویغورها و دیگر مردمان ترک این منطقه باعث شد که آن‌ها به مناطق کم باران حوضه تاریم در نزدیکی کویر تکله‌مکان رانده شوند.
آینوها در حدود سال ۱۸۶۴ به شورش یعقوب بیگ علیه حاکمیت چینگ پیوست. در دهه ۱۹۳۰، آینوها به شورش کومول پیوست. پس از تأسیس دولت کمونیست در سال ۱۹۴۹، برخی از قومیت‌های خاص از طرف دولت شناخته شد و آزادی فرهنگی بیشتری به دست آورد. آینوها درخواست کردند که به عنوان یک گروه قومی متمایز شناخته شود، اما رد شد و دولت تصمیم گرفت آن‌ها را به جای اویغورها به حساب آورد.